# Королёв, Сергей Александрович (поэт)
Серге́й Алекса́ндрович Королёв (4 апреля 1934 — 23 августа 1985) — русский советский поэт, прозаик и журналист.

## Биография
Родился 4 апреля 1934 года в Ростове-на-Дону, куда его отец, потомственный донской казак, перевёз семью из станицы Кагальницкой. Летом будущий поэт часто гостил у родственников в Кагальницкой, и она вошла в его стихи как «станичная отчизна».
В годы Великой Отечественной войны был в оккупации.
В 1949 году окончил семилетнюю среднюю школу и поступил в Ростовский техникум железнодорожного транспорта. Тогда же начал писать стихи и вести дневник. Уйдя из техникума, получил полное среднее образование в школе рабочей молодёжи. Затем поступил на философский факультет Ростовского государственного университета. Оттуда он перевёлся в Ростовский государственный педагогический институт, на литературный факультет, и закончил его в 1958 году.
Окончив институт, поступил на работу в Ростовское областное управление культуры, где работал методистом. Затем — заведующий методическим кабинетом культурно-просветительской работы Ростовского областного совета профсоюзов. После этого он перешёл на журналистскую работу, сотрудничая в газетах «Речник Дона», «На стройке», «Связист», «Автотранспортник», «Кооператор Дона», «Комсомолец». Некоторое время работал в ОСВОДе.
Первые публикации в журналах и коллективных сборниках появились у Сергея Королёва в 1960-х годах. В 1978 году вышел первый его стихотворный сборник «Ястребиное небо», доброжелательно встреченный литературной критикой. Однако в это время Королёв был уже тяжело болен: у него развилась гангрена, и ему пришлось ампутировать ногу.
В 1981 году вышла вторая, и последняя прижизненная, книга поэта «Позднее лето». За неё в 1982 году он был принят в Союз писателей СССР.
Умер в своей ростовской квартире 23 августа 1985 года на 52-м году жизни.

## Творчество
Исследователь творчества Сергея Королёва Л. М. Юдин выделяет четыре этапа в его творческом пути: ранний, подражательный период (1950—1960); период стихов о море, «станичной отчизне», очерков, путевых зарисовок, набросков повести «Евдокия, казачья мать» и первой публикации в журнале «Дон» в 1969 году, которая была замечена литературной критикой (1960—1970); период работы над стихами, зарисовками и рассказами, посвящёнными Дону и Северу, выхода в 1978 году первой книги стихов (1970—1978); и, наконец последний период, в который поэт, уже тяжело больной, выпустил вторую книгу «Позднее лето» (1982) и работал над рукописями следующих двух книг («Воспоминание о песне» и «Обратное время»), вышедших уже после его смерти (1978—1985).
Как вспоминает Л. Юдин, наибольшей популярностью пользовались его стихотворения «Немой соловей», «Сказ о Полежае», «Воспоминание о песне», «Баллада о последней стреле», «Прощание с Вайнямёйненом», «Акация», «Зима в летнем театре», «Обратное время», «Бит-бой», «Листопад».
О стихах Королёва писали, дав им высокую оценку, Ольга Фокина, Евгений Долматовский, Виктор Коротаев, Александр Рогачёв, Леонид Григорьян, Николай Скрёбов, Елена Нестерова. О них тепло отзывались Виталий Закруткин, Анатолий Калинин, Борис Куликов, Виктор Боков, Владимир Фирсов, Даниил Долинский, Филипп Сухоруков.

## Награды и премии

Могила Королёва на Северном кладбище Ростова-на-Дону

- Поощрительная премия конкурса на лучшее произведение литературы (г. Ростов-на-Дону, 1981[10][11])
- Областная премия имени В. Закруткина (1996, за книгу «Небесное кочевье»[12])

## Память
- После смерти Сергея Королёва вышло три сборника его стихов: «Воспоминание о песне» (1987), «Обратное время» (1989) и «Небесное кочевье» (1996), причём первый из них — в Москве, в издательстве «Современник».
- В 2002 году в Ростове вышла книга «Вещий посох», в которой было собрано практически всё созданное Сергеем Королёвым, включая не опубликованные ранее стихи, а также прозу: зарисовки, фантастические истории.
- На стене дома (проспект Ворошиловский), где последние годы жил поэт, решением Администрации города Ростова-на-Дону установлена мемориальная доска[13].
- Имя Сергея Королёва в 1999 году было присвоено Кагальницкой районной библиотеке[13].
- В Кагальницкой каждый год проходят Дни поэзии Сергея Королёва[13].
- Матери поэта, Нине Георгиевне Королёвой, в 2001 году было присвоено звание «Почётный житель станицы Кагальницкой» — за большой вклад в культуру станицы и пропаганду литературного наследия её сына[14].

## Книги
- Ястребиное небо / [Предисловие А. А. Рогачёва]. — Ростов н/Д.: Книжное издательство, 1978. — 46 с. — 5000 экз.
- Позднее лето: Книга стихов. — Ростов н/Д.: Книжное издательство, 1981. — 78 с. — 5000 экз.
- Воспоминание о песне: Книга стихов. — М.: Современник, 1987. — 108 с. — (Новинки «Современника»). — 6000 экз.
- Обратное время: Стихи / [Сост. и предисловие Л. М. Юдина; худож Н. Я. Бойко]. — Ростов н/Д.: Книжное издательство, 1989. — 222 с. — (Донская поэзия). — 5000 экз.
- Небесное кочевье: Стихи и проза. — Ростов н/Д.: Личный интерес, 1996. — 191 с. — 1000 экз. — ISBN 5-86340-028-5.
- Вещий посох: Сочинения / [Худож В. П. Высочин]. — Ростов н/Д.: ООО «Ростиздат», 2002. — 559 с. — 200 экз. — ISBN 5-7509-0606-X.